# Vargha László (kémikus)
Vargha László (Berhida, 1903. január 25. – Budapest, 1971. július 1.) Kossuth-díjas kémikus, gyógyszerkémiai kutató, az MTA rendes tagja (1964).

## Kutatási területe
A szénhidrátok kémiája; Furan-vegyületek, gyógyszerkémia.

## Életpályája
Középfokú tanulmányokat a Pápai Református Gimnáziumban folytatott, 1920-ban érettségizett kitűnő eredménnyel. Felsőfokú tanulmányokat a budapesti egyetemen (1921–1926) folytatott, 1926-ban kapott vegyész diplomát és megvédte egyetemi doktorátusát polifenoloknál tapasztalt acil-vándorlás témakörből. 1927–1930 között a berlini Collegium Hungaricumban volt tanulmányúton, az 1930–1931-es tanévben a Charlottenburgi Technische Hochschule Szerves Kémiai Intézetében asszisztensként működött.
Itthoni pályakezdő éveit nehezítette a státushiány, két évet a szegedi egyetem Orvosvegytani Intézetben (1931–1932) töltött Szent-Györgyi Albert mellett a C-vitamin kutatással, majd a Tihanyi Biológiai Kutató Intézetben lett ösztöndíjas, ott a cukorkémia területén végzett kutatásokat Müller Sándorral. 1933-tól a szegedi Szerves Kémiai Intézetben oktatott és kutatott. 1935-ben egyetemi magántanárrá habilitálták a Szénhidrátok kémiája tárgykörből, ugyanebben az évben beválasztották az MTA levelező tagjai sorába. 1936-ban a Richter Gedeon Vegyészeti Gyár vezetősége megbízta egy gyári kutatólaboratórium felállításával, berendezésével, nagy megelégedésre ezt a feladatot is végrehajtotta, bevették az igazgatói tanácsba, marasztalták, de az egyetemi kutatói és oktatói munka jobban vonzotta, így számos szegedi tanártársával együtt a második bécsi döntés után 1940. október 19-én távozott a kolozsvári egyetem Kémiai Intézetébe, 1950-ig példamutató tanári és kutató munkát végzett ott, magyar állampolgársága miatt nem maradhatott tovább.
1950. után Budapesten a Gyógyszerkutató Intézetben osztályvezetői, majd igazgatói (1956. után) beosztásban dolgozott haláláig, gyógyszerkémiával foglalkozott. Jelentős eredményeket ért el a cukorkémiai kutatások és a rákellenes gyógyhatású készítmények fejlesztése terén. Anyagi szempontból egy, a központi idegrendszerre ható anyag kutatása terén ért el közvetlenül kézzelfogható sikert, trimetoxibenzoil-morfolid nevű készítménye nyugtatóhatású gyógyszerként Trioxazin név alatt került forgalomba az 1950-es évek végén.
Tudományos közleményeit nemzetközileg is elismert szakfolyóiratokban adta közre. 1956-ban Kossuth-díjjal jutalmazták munkásságát. 1964-ben beválasztották az MTA rendes tagjai közé. A tudományos közéletből is kivette részét tudományos tisztségek betöltése, szakmai társaságokban való közreműködés révén.

## Tudományos közleményeiből
- Über die "Antiglyoxalase" des Pankreasgewebes. In: Biochem. Z. 1932.
- Über das Co—Ferment der Milchsaureoxydation. (Banga Ilonával, Szent-Györgyi Alberttel) In: Hoppe-Seylers Z. f. Physiol. Chem. 1932.
- Monoacetone Hexuronic Acid. In: Nature 1932.
- Triphenylmethyl Derivative of Vitamin C. In: Nature 1933.
- Zur Kenntnis der Acylwanderung in der Zuckergruppe. In: Ber. 1934.
- Über die Konstitution des Monobenzal-D-sorbits. Eine Synthese der L-Xylose. In: Ber. 1935.
- Über die Konstitution des Monobenzal-D-sorbits. II. p-Toluolsulfonyl und Anhydro-Derivate des D-Sorbits. In: Ber. 1935.
- Sztereospecifikus átalakulások a furil-ketoximok csoportjában. (Ocskay Györggyel). Budapest : Akadémiai Kiadó, 1958. pp. 355–374. : ill. (Klny. A Magyar Tudományos Akadémia Kémiai Tudományok Osztályának Közleményeiből)
- Vizsgálatok a cukoralkoholok köréből. In: Magyar Kémiai Folyóirat, 1934.
- Stereospecific conversions in the furyl-2-ketoxime series. (Ocskay Györggyel) Budapest : Akadémiai Kiadó, 1959. pp. 143–164. : ill. (Klny.: Acta Chimica Academiae Scientiarum Hungaricae)
- Methadone analogues containing the xanthene skeleton 2. : preparation of isomerie 9-N-morpholino-propyl-9-propionylxanthenes. (Kasztreiner Endrével) Budapest : Akadémiai Kiadó, 1963. pp. 137–143. (Klny.: Acta Chimica Academiae Scientiarum Hungaricae).
- Scientific publications from the Research Institute for Pharmaceutical Chemistry 1950-1967 / [red. L. Vargha] ; [Gyógyszerkutató Intézet] Budapest : Medicina, 1969. 71 p.

## Tudományos tisztségei (válogatás)
- MTA Szerves Kémiai Bizottsági tag (1951-);
- Carbohydrate Research (Amsterdam) szerkesztőségi tag (1965-).

## Társasági tagság (válogatás)
- Magyar Kémikusok Egyesülete, Szerves Kémiai Szakosztály elnöke (1962-);
- Deutsche Chemische Gesellschaft (1932–45);
- Royal Chemical Society, (London) (1947-).

## Díjak, elismerések (válogatás)
- Kossuth-díj (1956)
- Szocialista Munkaért érdemérem (1960)
- Munka Érdemrend (1963)
- Kiváló Feltaláló jelvény arany fokozat (1965)